# Sarcandra chloranthoides
Sarcandra chloranthoides är en tvåhjärtbladig växtart som beskrevs av Gardn. Sarcandra chloranthoides ingår i släktet Sarcandra och familjen Chloranthaceae. Inga underarter finns listade i Catalogue of Life.